# カンカン州
カンカン州（カンカンしゅう、フランス語: La région de Kankan）は、ギニア共和国の州。西にファラナ州、南にンゼレコレ州と州境を接し、北と東でマリ共和国、コートジボワールと国境を接している。州の東北から西南にかけてニジェール川が貫いている。上ギニア地域に属する。州都はカンカン。

## 下部行政区画
カンカン州は5つの県に分けられる。

### 県(préfecture)
- カンカン県（英語版）(La préfecture de Kankan)

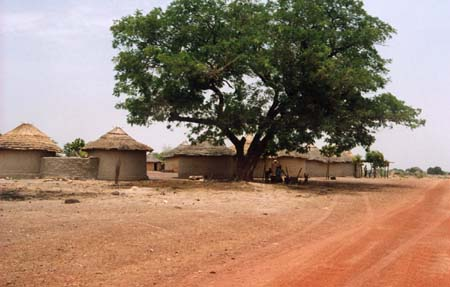
カンカン州シギリ県の村

- ケルワヌ県（英語版）(La préfecture de Kérouane)
- クールーサ県（英語版）(La préfecture de Kouroussa)
- マンディアナ県（英語版）(La préfecture de Mandiana)
- シギリ県（英語版）(La préfecture de Siguiri)